# Le avventure di Tintin - Il segreto dell'Unicorno
Le avventure di Tintin - Il segreto dell'Unicorno (The Adventures of Tintin o The Adventures of Tintin: The Secret of the Unicorn) è un film d'animazione del 2011 diretto da Steven Spielberg.
Il film, prodotto dallo stesso Spielberg, insieme a Peter Jackson e Kathleen Kennedy, è basato su tre albi della serie Le avventure di Tintin di Hergé, Il granchio d'oro, Il segreto del Liocorno e Il tesoro di Rackham il Rosso. Nel film, inoltre, è presente una scena tratta da Tintin nel paese dell'oro nero.
Il cast principale è composto da Jamie Bell, Andy Serkis, Daniel Craig, Simon Pegg e Nick Frost.
Apprezzato dalla critica, la pellicola ha vinto il Golden Globe al miglior film d'animazione 2012 (il primo a vincerlo utilizzando la tecnica della motion capture) e una candidatura ai premi Oscar 2012 per Migliore colonna sonora a John Williams.

## Trama
Tintin è un giovane reporter di Bruxelles, che durante una giornata ad un mercato delle pulci in compagnia del suo cagnolino Milù, scorge un modellino di un vascello, l'Unicorno, e lo acquista prontamente. Un istante dopo averlo comprato, Tintin viene raggiunto dall'agente Barnaby dell'Interpol e dal ricco Ivan Ivanovitch Sakharine, entrambi desiderosi di avere il modellino. Tintin però declina entrambi e porta a casa il modellino, che però si rompe dopo un inseguimento tra Milù e un gatto. Dall'albero maestro spezzato del modellino fuoriesce un involucro metallico e finisce in profondità sotto il comò senza che Tintin se ne accorga.
Curioso di sapere perché il modellino abbia suscitato così tanta attenzione, Tintin si reca alla biblioteca della città per scoprire di più sulla storia dell'Unicorno, venendo a conoscenza del fatto che l'ultimo capitano della nave fu il cavaliere François de Haddock e che la nave naufragò al largo di Porto Rico nel 1698. La leggenda narra che la stiva nascondeva un carico segreto composto da 400 libbre d'oro. Più tardi,Tintin scopre che il modellino non c'è più e sospetta che Sakharine l'abbia rubato. Quest'ultimo però possiede un secondo modellino identico a quello del giovane reporter. Deluso, Tintin torna a casa, e trova la sua abitazione a soqquadro. Milù indica il comò, Tintin lo sposta e vi trova l'involucro precedentemente caduto dall'albero del modellino. Esso contiene una piccola pergamena con una filastrocca che menziona l'esistenza di tre modellini dell'Unicorno.
Poco dopo la scoperta, l'agente Barnaby si presenta all'appartamento di Tintin per recuperare il modellino, ma viene assassinato. Prima di morire, Barnaby usa il proprio sangue per toccare le lettere su un giornale componendo "Karaboudjan". Il mattino seguente, i due detective Dupont e Dupond, amici di Tintin, prendono custodia del giornale come prova e promettono di aiutare Tintin a risolvere il caso, anche se sono già occupati a seguire il caso del ladro di portafogli Aristide Filaticcio. Quest'ultimo, dopo aver tentato un furto ad uno dei due agenti, ruba il portafogli di Tintin, nel quale egli aveva messo la pergamena del modellino. Poco dopo,Tintin viene rapito da uomini dall'aria sospetta che lo conducono a bordo della nave cargo SS Karaboudjan. Qui, Tintin si ritrova dinanzi a Sakharine, che gli rivela di possedere un'altra pergamena recuperata dal suo modellino e ha preso il controllo della nave, corrompendo i marinai per prendere la pergamena di Tintin, che però è stata rubata, così lo tiene prigioniero.
Per fortuna, Tintin riesce a liberarsi con l'aiuto di Milù, dopodiché incontra Haddock, il capitano della nave, che è stato tradito dal suo equipaggio. Tintin si rende conto che Haddock è l'ultimo discendente della dinastia Haddock, ma quest'ultimo non ricorda più nulla della storia che gli era stata raccontata riguardante l'Unicorno. Tintin e Haddock uniscono le forze per fuggire e abbandonano la SS Karaboudjan in una scialuppa. Sakharine, che ha bisogno di Haddock per risolvere il mistero e risalire al tesoro del galeone, manda un idrovolante per riportarli indietro. Tintin e Haddock riescono però a prendere possesso dell'idrovolante, e dopo avere superato una tempesta, precipitano nel deserto del Sahara.
Dopo un giorno,mentre sono immersi nel caldo, il capitano viene afflitto da allucinazioni e riesce a ricordarsi della storia riguardante l'Unicorno e del suo antenato, che fu attaccato dal temibile pirata Rackham il Rosso. Dopo una battaglia nella quale affondò la nave nemica, de Haddock fu sconfitto e imprigionato mentre la ciurma di Rackham prese il controllo dell'Unicorno. Per impedire che il suo tesoro finisse nelle mani sbagliate, de Haddock si liberò e fece esplodere il vascello affondandolo dopo un duello finale con Rackham, riuscendo a recuperare una piccolissima parte del tesoro ormai perduto. A questo punto, Tintin capisce che de Haddock costruì tre modellini della nave e in ognuno di essi nascose tre pergamene, che unite insieme rivelano le coordinate per il tesoro dell'Unicorno, lasciando un enigma che solo un membro della famiglia Haddock può risolvere per risalire al tesoro.
Dopo essere stati soccorsi da un avamposto francese, Tintin e Haddock si recano al porto di Bagghar (città fittizia nel Marocco) dove si trova Omar ben Salaad, il possessore del terzo modellino dell'Unicorno, che egli custodisce in una vetrina a prova di proiettile. A Bagghar vengono raggiunti da Dupont e Dupond, che sono riusciti a recuperare il portafogli di Tintin con la sua pergamena. Al palazzo di Omar però si presenta anche Sakharine, che approfitta della cantante lirica Bianca Castafiore per infrangere la vetrina del modellino di Omar e prendere possesso della terza pergamena, riuscendo a sottrarre anche quella di Tintin. Dopo uno spericolato inseguimento per la città, Sakharine riesce a scappare con tutte e tre le pergamene.
Nonostante la sconfitta, Haddock incoraggia Tintin a non mollare; insieme riescono a rintracciare Sakharine e a tornare a Bruxelles. Con l'aiuto di Dupont e Dupond, Tintin e Haddock tendono una trappola al porto quando Sakharine ritorna a bordo della SS Karaboudjan. Durante il combattimento finale, Sakharine rivela di essere il discendente di Rackham il Rosso e vuole eliminare gli Haddock per vendicarsi e prendere il loro tesoro. Alla fine, Haddock riesce a sconfiggere Sakharine e lo fa arrestare da Dupont e Dupond.
Le indicazioni delle tre pergamene conducono Tintin e Haddock al Castello di Moulinsart (una villa appartenuta a de Haddock e acquistata da Sakharine) dove entrano in una stanza segreta murata e trovano un globo contenente il cappello di de Haddock, nel quale egli ha raccolto l'oro dal suo tesoro. All'interno del globo, Tintin trova anche le indicazioni per il relitto dell'Unicorno con il resto del tesoro, e si appresta a partire in una nuova avventura con il capitano Haddock e Milù.

## Personaggi
- Tintin: il protagonista, un giovane reporter belga che viene coinvolto, suo malgrado, nelle più spericolate avventure con il suo fedele cane Milù e dal Capitano Haddock. Atletico, arguto, sveglio, intelligente e -più di tutto- curioso. Nel film andrà alla ricerca del più grande tesoro dei pirati e, nel contempo, evitare di finire ucciso dall'antagonista. Interpretato da Jamie Bell e doppiato in italiano da Davide Perino.
- Capitano Archibald Haddock: il protagonista secondario e aiutante di Tintin. Vecchio lupo di mare, perennemente ubriaco e sempre pronto per una rissa. Ama l'alcol più di ogni altra cosa, ma per Tintin sarebbe pronto a sfidare l'oceano in tempesta. Discendente del celebre De Haddock, il quale fu sfidato da Rackam il Rosso quattro secoli prima. Interpretato da Andy Serkis, doppiato in italiano da Francesco Pannofino.
- Ivanovitch Sakharine: l'antagonista del film. Uomo avido e spietato, disposto a tutto pur di impossessarsi del modellino che Tintin, per puro caso, ha acquistato, poiché esso cela il segreto per appropriarsi del tesoro che il suo antenato, Rackam il Rosso, ha tentato di sottrarre dal capitano De Haddock. Interpretato da Daniel Craig, doppiato in italiano da Francesco Prando.
- Dupont & Dupond: due agenti di polizia che, sbadatamente, tentano di garantire la sicurezza e ottemperare il loro dovere di investigatori. Gemelli identici (se non per i baffi e la consonante finale), nel film indagheranno su uno strano caso di cleptomania di portafogli, di cui loro stessi saranno vittime. Interpretati, rispettivamente, da Simon Pegg e Nick Frost, doppiati da Nanni Baldini e Paolo de Santis.
- Aristide Filaticcio: cleptomane incallito. Ruba portafogli ai passanti e li colleziona. I Dupondt si metterrano sulle sue tracce, per poi alla fine smascherarlo. Interpretato da Toby Jones, doppiato da Roberto Stocchi.
- Bianca Castafiore: soprano italiana di fama mondiale, la cui voce prodigiosa è in grado di infrangere i bicchieri di cristallo. Interpretata da Kim Stengel (eccetto nel canto lirico, dove la voce è di Reneé Fleming)  in un'aria da Romeo e Giulietta, doppiata in italiano da Fiamma Izzo.
- Nestore: maggiordomo della residenza di Moulinsart, di proprietà di Sakharine. Alla fine del film entrerà alle dipendenze del capitano Haddock. Interpretato da Enn Reitel, doppiato in italiano da Carlo Cosolo.

## Produzione
Steven Spielberg divenne fan della saga di Tintin durante gli anni '80, quando lesse una recensione che paragonava le avventure del giovane reporter a quelle di Indiana Jones ne I predatori dell'arca perduta. Dopo la morte del "padre" di Tintin, Hergé, i diritti cinematografici della serie passarono alla moglie, la quale concesse al solo Spielberg (di cui Hergé era un grande appassionato) di poter girare un film. Ma dopo alcune bozze della sceneggiatura bocciate, Spielberg rinunciò al progetto e i diritti vennero restituiti.
A partire dal 2001, Spielberg tornò a interessarsi della questione e decise che avrebbe utilizzato la tecnica della motion capture, che avrebbe permesso "integrità creativa" al personaggio. Qualche anno più tardi, la Weta Digital (fondata da Peter Jackson) venne coinvolta nella realizzazione del film. Jackson, grande fan della serie di Hergé, si unì come produttore. Ma la notizia che i due avrebbero co-prodotto il film si ebbe solo dal 2007. Dato che il film sarebbe stato girato con la motion capture, sul set erano presenti anche James Cameron e Robert Zemeckis, due registi esperti nel settore.
La sceneggiatura venne curata da Steven Moffat, Edgar Wright e Joe Cornish (tra vari rimaneggiamenti e riscritture), che si basarono su tre volumi di Tintin: "Il granchio d'oro", "Il segreto del Liocorno", "Il tesoro di Rackam il Rosso" e qualche scena tratta da "Tintin nel paese dell'Oro Nero".
Nonostante fosse stato concepito per il 3D, Spielberg insisté nel girare con il metodo tradizionale del 2D. Il direttore della fotografia Janusz Kaminiski ha agito di conseguenza, mentre John Williams, collaboratore abituale del regista, dichiarò che avrebbe scritto la colonna sonora del film. Le attività di post-produzione (supervisionate da Jackson e Spielberg) si sono concluse nel settembre 2011. Per la performance di Milù, il fedele cagnolino di Tintin (a detta degli animatori, il personaggio più difficile da animare in tutto il film), sono stati utilizzati diversi esemplari canini, sebbene essi servissero solo per studiarne i movimenti. L'abbaiare di Milù è frutto del miscuglio dei versi di varie razze canine (dato che la razza a cui appartiene Milù è inesistente).
Il budget complessivo è stato di 135 milioni di dollari.

## Distribuzione
Il film è stato presentato al Festival Internazionale del Film di Roma 2011 nella sezione Alice nella città, nelle sale italiane è stato distribuito il 28 ottobre 2011, negli Stati Uniti è uscito il 23 dicembre dello stesso anno. Il primo trailer in lingua originale è stato reso disponibile il 16 maggio 2011, mentre quello italiano il 23 maggio 2011.
La direzione del doppiaggio italiano e la traduzione/adattamento dei dialoghi è a cura di Marco Mete, per conto della Cast Doppiaggio Srl.

## Accoglienza
Su Rotten Tomatoes, Le avventure di Tintin detiene un indice di approvazione del 75% basato su 236 recensioni, con un punteggio medio di 7,00 / 10. Il consenso critico del sito web recita: "Attingendo al classico I predatori dell'arca perduta, Steven Spielberg ha creato un'altra vivace ed elettrizzante avventura sotto forma di Tintin".
Le avventure di Tintin ha incassato $ 77.591.831 in Nord America e $ 296.402.120 in altri territori per un totale mondiale di $ 373.993.951.

## Riconoscimenti
- 2012 - Premio Oscar
  - Candidatura Miglior colonna sonora a John Williams
- 2012 - Golden Globe
  - Miglior film d'animazione a Steven Spielberg
- 2012 - BAFTA
  - Candidatura Miglior film d'animazione a Steven Spielberg
- 2012 - Annie Awards
  - Migliori effetti speciali a Joe Letteri e Kevin Romond
  - Miglior colonna sonora a John Williams
  - Candidatura per il miglior film d'animazione
  - Candidatura per la miglior sceneggiatura a Steven Moffat, Edgar Wright e Joe Cornish

## Citazioni e rimandi interni
- Il pittore di strada che ritrae Tintin all'inizio del film ha le sembianze di Hergé, disegnatore e scrittore del fumetto originale, e disegna i ritratti nello stile del fumetto.
- Quando Dupond e Dupont dicono a Tintin che fare il poliziotto non significhi solo azione ma che invece include molte "scartoffie" da riempire fanno riferimento al film Hot Fuzz di Edgar Wright (il quale ha partecipato alla sceneggiatura di Tintin) nonché un'allusione agli attori protagonisti Simon Pegg e Nick Frost, che qui interpretano Dupond e Dupont.
- Haddock che chiama Milù un "ratto gigante di Sumatra" è una citazione a Sherlock Holmes, trattandosi di uno dei tanti casi che Watson non ha descritto.
- Quando Tintin nuota nell'oceano per raggiungere l'idrovolante e il suo ciuffo arancione spunta dall'acqua come la pinna di uno squalo è un'allusione al film Lo squalo, sempre di Steven Spielberg. È anche presente uno squalo bianco imbalsamato appeso sul dormitorio della ciurma di Haddock.
- La scena in cui Tintin guida la motocicletta con Haddock seduto nel carrozzino laterale è una probabile citazione a Indiana Jones e l'ultima crociata.
- Il combattimento delle gru da carico portuali tra Haddock e Sakharine è una citazione della storia natalizia Paperino e la scavatrice pubblicata nel novembre del 1949, di Carl Barks, in cui Paperino e Paperone si scontrano a bordo di enormi scavatrici.